# Шрофф, Эсмаэль
Эсмаэль Шрофф (англ. Esmayeel Shroff; 12 августа 1960 или 3 февраля 1957, Карнул, Андхра-Прадеш — 27 октября 2022, Мумбаи) — индийский кинорежиссёр
 и сценарист, снимавший фильмы на языке хинди. 

## Биография
Родился 12 августа 1960 года в Карнуле. Окончил факультет звукорежиссуры национальный технологический институт в Тируччираппалли, после чего переехал в Бомбей, столицу киноидустрии на хинди. Начал карьеру в кино с должности ассистента режиссёра Бхима Сингха.
В 1977 году дебютировал как самостоятельный режиссёр, сняв триллер Agar... If. Его наиболее коммерчески успешной работой стала драма «Маленькое предательство» (1980), с Раджешем Кханной и Шабаной Азми в главных ролях. Фильм принёс ему две номинации на премию журнала Filmfare: за лучшую режиссуру и лучший сюжет. В 1986 году режиссёр снял мелодраму «Любовь 86», в которой дебютировал актёр Говинда. В 1980-х им было снято ещё несколько хитов, кроме того, в каждом фильме Шроффа была запоминающаяся музыка. По мнению Субхаша К. Джха песни из кинолент Шроффа «Маленькое предательство», «Шаг за шагом» (1981) и Dil... Akhir Dil Hai (1982), написанные на музыку Хайяма, являются одними из лучших среди написанных в 1980-х. Шрофф предпочитал работать с малоизвестными или уже забытыми композиторами. Так в его первом фильме авторами музыки был дуэт Соник-Оми, для криминального триллера Police Public (1990) песни написал Рамлаксман, а для «Решения» (1992) с Салманом Ханом и Zid (1994) он пригласил О. П. Найара. Последней работой режиссёра стала романтическая комедия Thoda Tum Badlo Thoda Hum (2004) с Арьей Баббаром и Шрией Саран. 
В августе 2022 года Шрофф перенёс сердечный приступ, после чего у него парализовало правую половину тела. Он проходил лечение в частной больнице Мумбаи, где скончался 27 октября того же года в возрасте 62 лет.  